# Stelis papiliopsis
Stelis papiliopsis är en orkidéart som beskrevs av O.Duque. Stelis papiliopsis ingår i släktet Stelis och familjen orkidéer. Inga underarter finns listade i Catalogue of Life.